# Joseph-Marie Trịnh Văn Căn
Joseph-Marie Trịnh Văn Căn (19. března 1921, Trac But - 18. května 1990, Hanoj) byl vietnamský katolický duchovní, arcibiskup a kardinál.

## Kněz
Narodil se 19. března 1921 v Trac Butu. Studoval v Semináři Hà Nôi. Na kněze byl vysvěcen dne 8. prosince 1949. Působil v pastorační službě v arcidiecézi Hanoj a byl také okrskovým vikářem, vikářem delegátem a úředníkem církevního soudu.

## Biskup a kardinál
Dne 5. února 1963 byl jmenován titulárním arcibiskupem Æla a arcibiskupem koadjutorem arcidiecéze Hanoj. Na biskupa byl vysvěcen 2. června 1963 z rukou Josepha Marie Trinh-nhu-Khuê Tuto funkci vykonával až do 27. listopadu 1978, kdy byl ustanoven arcibiskupem této arcidiecéze. O necelý rok později, 30. června 1979, ho papež Jan Pavel II. jmenoval kardinálem a jeho titulárním kostelem byl S. Maria in Via. Zemřel dne 18. května 1990 v Hanoji na infarkt. Jeho tělo spočívá v Katedrále svatého Josefa v metropolitním sídle.